# Koorboek van Margaretha van Oostenrijk

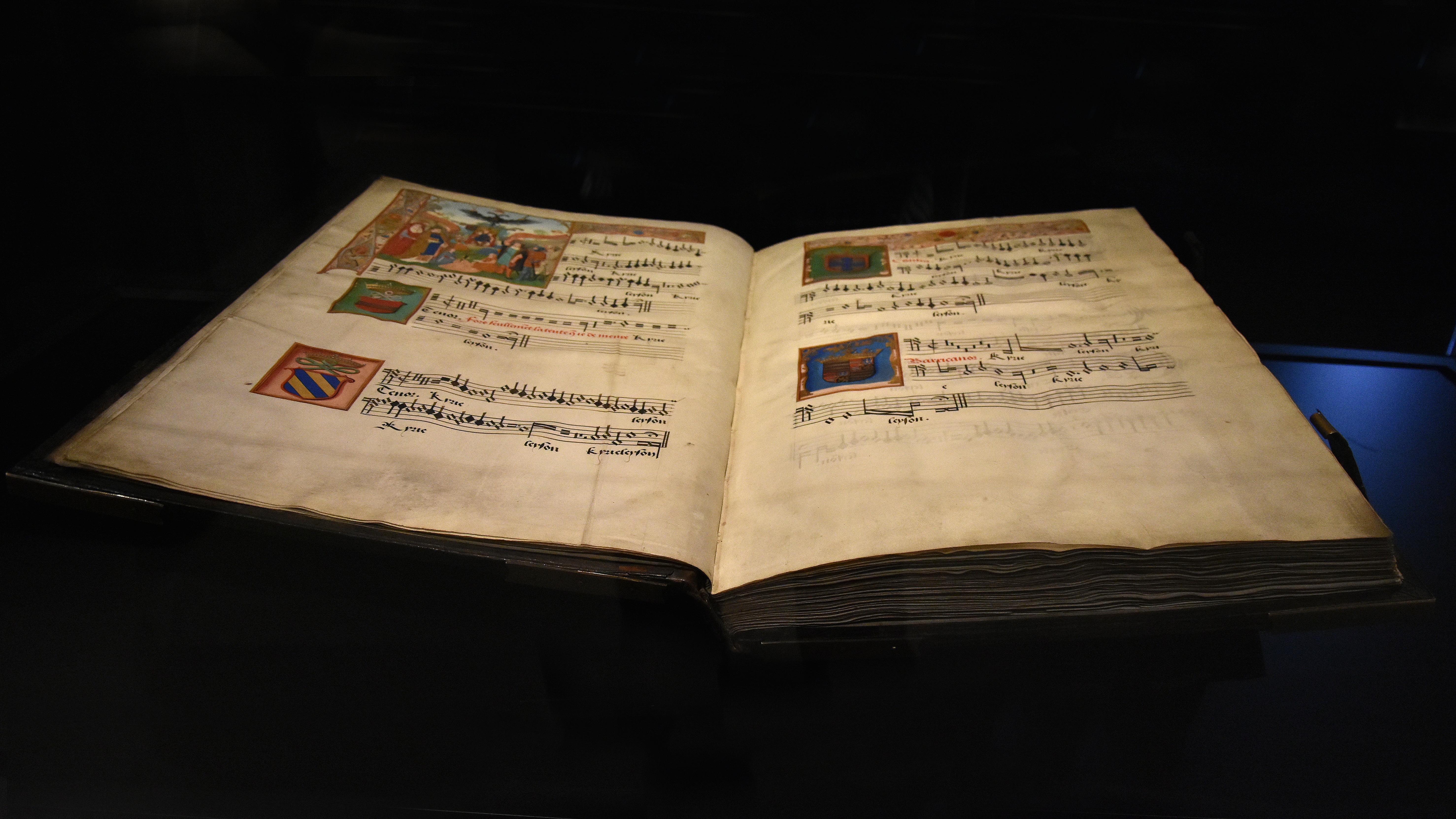
Het Mechels koorboek of Koorboek van Margaretha van Oostenrijk (ca.1515), vervaardigd in het atelier van Petrus Alamire - Museum Hof van Busleyden

Het Koorboek van Margareta van Oostenrijk of Mechels Koorboek is een muziekhandschrift vervaardigd rond 1515 door het atelier van Petrus Alamire.
Het boek verdween voor een hele tijd uit de geschiedenis omdat het bedoeld was als geschenk van de Bourgondisch-Habsburgse dynastie maar de gebeurtenis werd afgelast. Men neemt aan dat het handschrift bewaard bleef in het paleis van Margaretha van Oostenrijk, het hof van Savoye. Het Mechels stadsbestuur, intussen eigenaar van het gebouw, keek nauwlettend toe op de bewaring ervan. De eerste beschrijving van het boek kwam er via de stadsarchivaris in 1860, Pieter-Jozef Van Doren. Het werd eerst in de jaren negentig van de 20e eeuw voor het eerst tentoongesteld en in 2007 werd het erkend als Vlaams topstuk. Digitalisering volgde in 2009 via de Alamire Foundation.
- MusicBrainz: 33e25af1-e0b4-4d0a-82b6-bf26fb0128dd